# Burnt ends

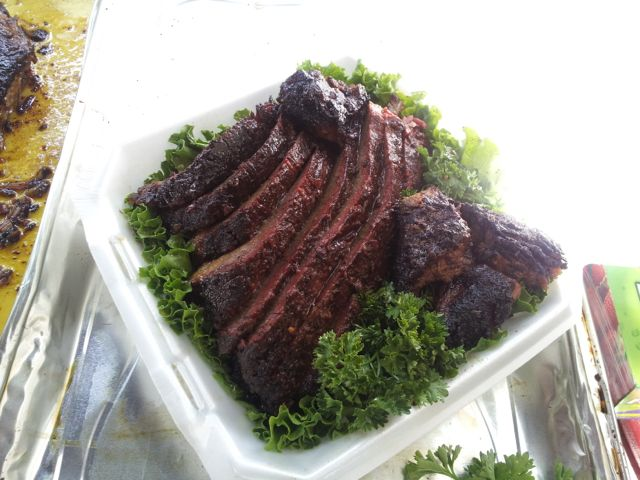
Burnt ends de poitrine de bœuf.

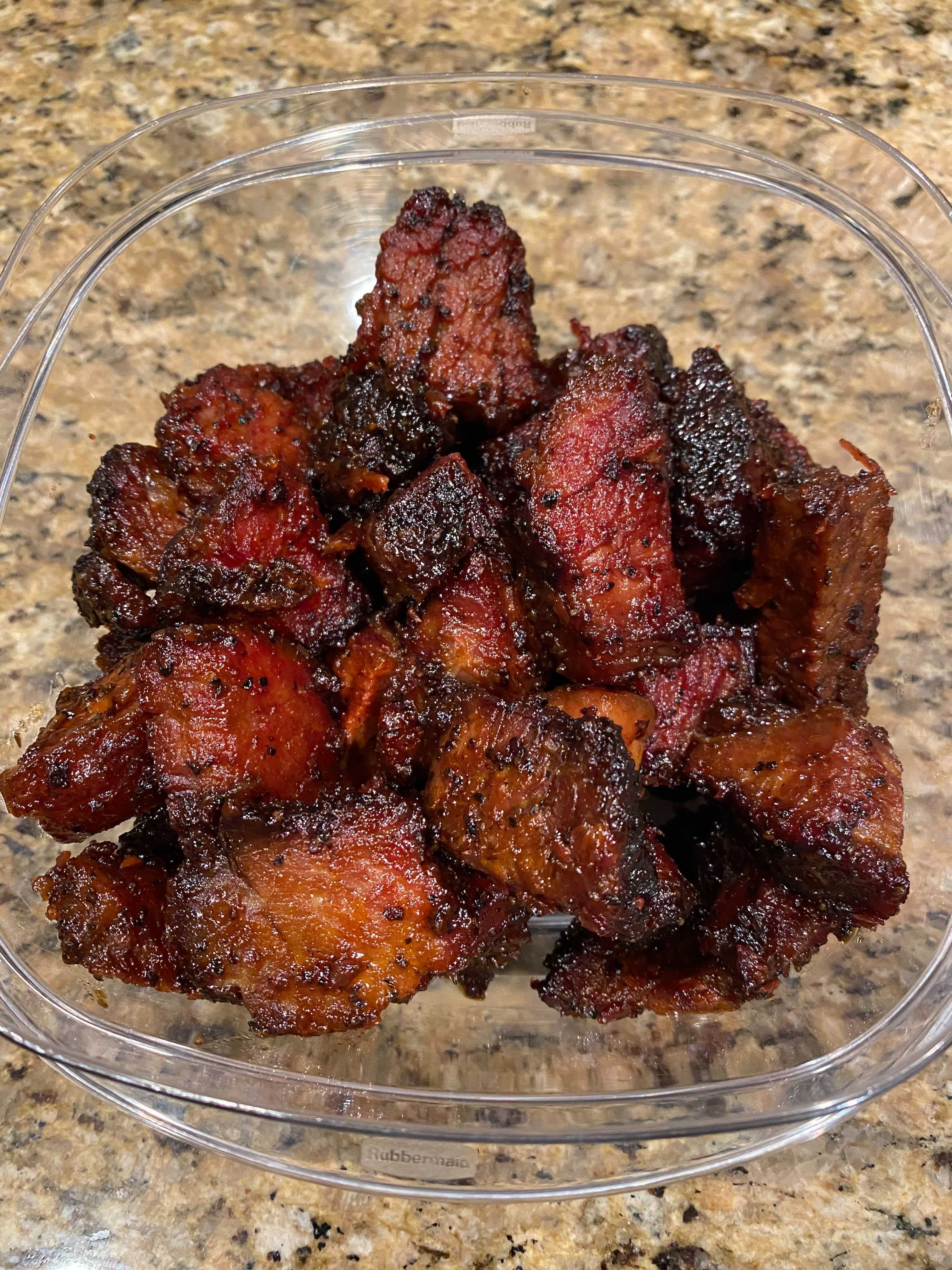
Pointes de poitrine de bœuf brûlées faites au fumoir.

Les burnt ends (extrémités brûlées) sont des morceaux de viande taillés à partir de la moitié d'une poitrine fumée de bœuf ou de porc, côté « pointe ».

## Origine du plat
Calvin Trillin, originaire de Kansas City, est souvent crédité d'avoir popularisé les burnt ends,. Dans un article de 1972 qu'il écrivit pour Playboy à propos du restaurant d'Arthur Bryant à Kansas City, il écrit : « Le plat principal chez Bryant, en ce qui me concerne, est quelque chose qui est donné gratuitement : les burnt ends de pointes de poitrine. »

## Préparation
Lorsque les muscles de la poitrine sont séparés, la « première coupe » ou « coupe plate » maigre est le pectoral profond, tandis que la « pointe » plus grasse, également connue sous le nom de « deuxième coupe », « extrémité grasse » ou « coupe triangulaire », est le pectoral superficiel. Une partie traditionnelle du barbecue de style Kansas City, les burnt ends sont considérées comme un mets délicat dans la cuisine au barbecue. Soit la poitrine est cuite entière, puis l'extrémité de la pointe est retirée et cuite davantage, soit la pointe et le plat sont séparés avant la cuisson. En raison de la teneur plus élevée en matières grasses de la pointe de poitrine, il faut plus de temps pour cuire complètement à tendre et rendre les graisses et le collagène. Cette cuisson plus longue a donné le nom de « burnt ends ». Parfois, lorsque le plat est terminé, la pointe est renvoyée au fumoir pour une cuisson supplémentaire. Certains cuisiniers ré-assaisonnent la pointe à ce moment.
Les extrémités brûlées de style Kansas City sont généralement servies hachées avec de la sauce sur le dessus ou sur le côté. Une burnt ends correcte doit afficher une croûte noircie sur au moins un côté. Les burnt ends peuvent être servies seules (parfois nappées de sauce barbecue) ou dans des sandwichs, ainsi que dans une variété d'autres plats, y compris les baked beans et les frites.